# Lucio Seio Tuberone
Lucio Seio Tuberone (in latino: Lucius Seius Tubero; 25 a.C. circa – 30 circa) è stato un magistrato e militare romano, console dell'Impero romano.

## Biografia
Sull'origine di Tuberone, la critica ha discusso lungamente. Il nomen gentile lo definisce come figlio di Lucio Seio Strabone, prefetto del pretorio negli ultimi anni di Augusto e d'Egitto tra 15 e 16. Il cognomen, invece, lo avvicina alla gens Aelia. Un'ipotesi lo vede dunque come figlio biologico di Strabone e di una eventuale sua moglie di nome Elia, della cui famiglia prese, alquanto ma non troppo insolitamente, il cognomen; una seconda ipotesi, proposta in primis da Ronald Syme, lo definisce come figlio biologico del famoso giurista tardo-repubblicano Quinto Elio Tuberone, morto poco dopo la sua nascita (da collocare attorno al 25 a.C.), e della sua seconda moglie Giunia, sorella di Quinto Giunio Bleso, dal cui secondo marito, Strabone, sarebbe poi stato adottato. In ogni caso, Tuberone era uno dei consulares fratres che il prefetto del pretorio Seiano, figlio biologico di Strabone e Giunia adottato da Gaio Elio Gallo, poteva vantare nella sua famiglia.
Oltre alla vicinanza con Seiano, Tuberone doveva godere di buoni rapporti tanto con Tiberio quanto con suo figlio Germanico. La prima attestazione di Tuberone lo testimonia come legatus legionis di quest'ultimo nelle sue campagne germaniche del 15-16, e in particolare al momento della battaglia del Vallo angrivario, quando il generale gli assegnò il comando della cavalleria e delle truppe in pianure. Il favore della famiglia imperiale lo promosse al consolato, che Tuberone ricoprì come suffetto dal febbraio all'aprile del 18, sostituendo il princeps Tiberio alle calende di febbraio e affiancando l'erede Germanico, diretto in Oriente, per poi essere rimpiazzato da Livineio Regolo.
L'ultima menzione di Tuberone si colloca nel 24: l'aggressivo accusatore Vibio Sereno, accusando di rivolta e complotto contro il princeps l'omonimo padre, nominò come complici anche Gneo Cornelio Lentulo l'Augure e proprio Tuberone. Entrambi, grandi amici di Tiberio oltre che uomini di primo piano nell'Urbe, furono subito scagionati dalle accuse, anche a causa delle loro condizioni: Lentulo era straordinariamente vecchio e Tuberone in pessima salute.
Considerando quest'ultima informazione e l'affermazione tacitiana che Gneo Cornelio Lentulo Getulico, al momento dell'epurazione dei seguaci di Seiano nel 31, era l'unico dei parenti dell'ex prefetto del pretorio che fosse ancora sano e salvo e godesse di grande favore, è plausibile che Tuberone sia morto attorno o poco prima del 30: del resto, il racconto tacitiano degli anni 29-31 è lacunoso, e la notazione di Velleio Patercolo sui consulares fratres di Seiano, datata al 30, non pare cogente nella sua formulazione riguardo alla sopravvivenza di questi fratelli ex-consoli.